# Historique du parcours européen du Montpellier HSC
Cet article présente l'historique du parcours européen du Montpellier HSC.
Depuis sa fondation, le Montpellier Hérault Sport Club a participé :
- une fois à la Ligue des champions (C1) ;
- une fois à la coupe d'Europe des vainqueurs de coupes (C2) ;
- trois fois à la coupe UEFA et une fois à la Ligue Europa (C3) ;
- deux fois à la coupe Intertoto.

## Saisons

### 1988-1989
Coupe UEFA :
|   | Tour                       | Club             | Aller | Total | Retour | Club            |   |
| - | -------------------------- | ---------------- | ----- | ----- | ------ | --------------- | - |
| 1 | Trente-deuxièmes de finale | Benfica Lisbonne | 0-3   | 1-6   | 1-3    | Montpellier HSC | 2 |

### 1990-1991
Coupe d'Europe des vainqueurs de coupe :
|   | Tour                | Club              | Aller | Total | Retour | Club            |   |
| - | ------------------- | ----------------- | ----- | ----- | ------ | --------------- | - |
| 3 | Seizièmes de finale | Montpellier HSC   | 1-0   | 1-'0  | 0-0    | PSV Eindhoven   | 4 |
| 5 | Huitièmes de finale | Montpellier HSC   | 5-0   | 8-0   | 3-0    | Steaua Bucarest | 6 |
| 7 | Quart de finale     | Manchester United | 1-1   | 3-1   | 2-0    | Montpellier HSC | 8 |

### 1996-1997
Coupe UEFA :
|   | Tour                       | Club            | Aller | Total | Retour | Club              |    |
| - | -------------------------- | --------------- | ----- | ----- | ------ | ----------------- | -- |
| 9 | Trente-deuxièmes de finale | Montpellier HSC | 1-1   | 1-2   | 0-1    | Sporting Portugal | 10 |

### 1997-1998
Coupe Intertoto :
|    | Tour                            | Club             | Aller | Total | Retour | Club               |    |
| -- | ------------------------------- | ---------------- | ----- | ----- | ------ | ------------------ | -- |
| 11 | Phase de poules, groupe 10 : J1 | Gloria Bistrita  | -     | 1-2   | -      | Montpellier HSC    | -  |
| 12 | Phase de poules, groupe 10 : J2 | Montpellier HSC  | -     | 3-1   | -      | FK Čukarički       | -  |
| 13 | Phase de poules, groupe 10 : J3 | FK Spartak Varna | -     | 1-1   | -      | Montpellier HSC    | -  |
| 14 | Phase de poules, groupe 10 : J4 | Montpellier HSC  | -     | 3-0   | -      | FC Groningue       | -  |
| 15 | Demi-finale                     | FC Cologne       | 2-1   | 2-2   | 0-1    | Montpellier HSC    | 16 |
| 17 | Finale                          | Montpellier HSC  | 0-1   | 2-4   | 2-3    | Olympique lyonnais | 18 |

Classement du groupe 10 :
| Place | Club             | Pts | J | V | N | D | Buts + | Buts - | Diff. |
| 1er   | Montpellier HSC  | 10  | 4 | 3 | 1 | 0 | 9      | 3      | +6    |
| 2e    | Groningen        | 9   | 4 | 3 | 0 | 1 | 7      | 4      | +3    |
| 3e    | FK Čukarički     | 6   | 4 | 2 | 0 | 2 | 7      | 6      | +1    |
| 4e    | Gloria Bistriţa  | 3   | 4 | 1 | 0 | 3 | 6      | 10     | -4    |
| 5e    | FK Spartak Varna | 1   | 4 | 0 | 1 | 3 | 2      | 8      | -6    |

### 1999-2000
Coupe Intertoto :
|    | Tour           | Club               | Aller | Total  | Retour | Club            |    |
| -- | -------------- | ------------------ | ----- | ------ | ------ | --------------- | -- |
| 19 | Deuxième tour  | FK Qarabağ Ağdam   | 0-3   | 0-9    | 0-6    | Montpellier HSC | 20 |
| 21 | Troisième tour | Espanyol Barcelone | 0-2   | 1-4    | 1-2    | Montpellier HSC | 22 |
| 23 | Demi-finale    | MSV Duisbourg      | 1-1   | 1-4    | 0-3    | Montpellier HSC | 24 |
| 25 | Finale         | Montpellier HSC    | 1-1   | tab2-2 | 1-1    | Hambourg SV     | 26 |

Coupe UEFA :
|    | Tour                       | Club                  | Aller | Total | Retour | Club            |    |
| -- | -------------------------- | --------------------- | ----- | ----- | ------ | --------------- | -- |
| 27 | 1er tour                   | Étoile Rouge Belgrade | 0-1   | 2-3   | 2-2    | Montpellier HSC | 28 |
| 29 | Trente-deuxièmes de finale | Deportivo La Corogne  | 3-1   | 5-1   | 2-0    | Montpellier HSC | 30 |

### 2010-2011
Ligue Europa :
|    | Tour                            | Club        | Aller | Total  | Retour | Club            |    |
| -- | ------------------------------- | ----------- | ----- | ------ | ------ | --------------- | -- |
| 31 | Troisième tour de qualification | Győr ETO FC | 0-1   | tab1-1 | 1-0    | Montpellier HSC | 32 |

### 2012-2013
Ligue des Champions :
|    | Tour                           | Club            | Aller | Total | Retour | Club            |    |
| -- | ------------------------------ | --------------- | ----- | ----- | ------ | --------------- | -- |
| 11 | Phase de poules, groupe B : J1 | Montpellier HSC | -     | 1-2   | -      | Arsenal FC      | 33 |
| 12 | Phase de poules, groupe B : J2 | Schalke 04      | -     | 2-2   | -      | Montpellier HSC | 34 |
| 13 | Phase de poules, groupe B : J3 | Montpellier HSC | -     | 1-2   | -      | Olympiakos      | 35 |
| 14 | Phase de poules, groupe B : J4 | Olympiakos      | -     | 3-1   | -      | Montpellier HSC | 36 |
| 15 | Phase de poules, groupe B : J5 | Arsenal FC      | -     | 2-0   | -      | Montpellier HSC | 37 |
| 17 | Phase de poules, groupe B : J6 | Montpellier HSC | -     | 1-1   | -      | Schalke 04      | 38 |

Classement du groupe B :
| Rang | Équipe          | Pts | J | G | N | P | Bp | Bc | Diff |  | Résultats (▼ dom., ► ext.) | Drapeau de l'Allemagne | Drapeau de l'Angleterre | Drapeau de la Grèce | Drapeau de la France |
| ---- | --------------- | --- | - | - | - | - | -- | -- | ---- |  | -------------------------- | ---------------------- | ----------------------- | ------------------- | -------------------- |
| 1    | Schalke 04      | 12  | 6 | 3 | 3 | 0 | 10 | 6  | +4   |  | Schalke 04                 |                        | 2-2                     | 1-0                 | 2-2                  |
| 2    | Arsenal         | 10  | 6 | 3 | 1 | 2 | 10 | 8  | +2   |  | Arsenal                    | 0-2                    |                         | 3-1                 | 2-0                  |
| 3    | Olympiakos      | 9   | 6 | 3 | 0 | 3 | 9  | 9  | 0    |  | Olympiakos                 | 1-2                    | 2-1                     |                     | 3-1                  |
| 4    | Montpellier HSC | 2   | 6 | 0 | 2 | 4 | 6  | 12 | -6   |  | Montpellier HSC            | 1-1                    | 1-2                     | 1-2                 |                      |

## Adversaires européens
SL Benfica
Sporting CP
Étoile rouge
FK Čukarički
- 1. FC Cologne
- MSV Duisbourg
- Hambourg SV
- Schalke 04
- Arsenal
- Manchester United
- Qarabağ FK
- FK Spartak Varna
- Espanyol Barcelone
- Deportivo La Corogne
- Olympique lyonnais
- Olympiakos
- Győri ETO FC
- PSV Eindhoven
- FC Groningen
- SL Benfica
- Sporting CP
- Gloria Bistrița
- Steaua Bucarest
- Étoile rouge de Belgrade
- FK Čukarički